# Любзіна
Любзіна (пол. Lubzina) — село в Польщі, у гміні Ропчиці Ропчицько-Сендзішовського повіту Підкарпатського воєводства.
Населення — 2020 осіб (2011).
У 1975-1998 роках село належало до Ряшівського воєводства.

## Демографія
Демографічна структура станом на 31 березня 2011 року:
|          | Загалом | Допрацездатний вік | Працездатний вік | Постпрацездатний вік |
| -------- | ------- | ------------------ | ---------------- | -------------------- |
| Чоловіки | 951     | 227                | 627              | 97                   |
| Жінки    | 1069    | 226                | 647              | 196                  |
| Разом    | 2020    | 453                | 1274             | 293                  |